# Tetralaucopora americana
Tetralaucopora americana är en skalbaggsart som först beskrevs av Thomas Casey 1906.  Tetralaucopora americana ingår i släktet Tetralaucopora och familjen kortvingar. Inga underarter finns listade i Catalogue of Life.